# Seven Days of Falling
Seven Days of Falling is een studio-album van het Esbjörn Svensson Trio. Het verscheen op 9 december 2003 in Europa, in de Verenigde Staten werd het album pas maanden later uitgebracht in combinatie met een dvd met live-opnamen.
Hoewel duidelijk een instrumentaal jazz-album, hebben de nummers op het album soms een song-achtige structuur wat, gevoegd bij het gebruik van elektronische effecten, zorgt voor een toegankelijk album. Het is een van de albums die zowel in hitlijsten van jazz als pop terecht is gekomen. Voor het album ontving het trio de gyllene skivan van 2003.

## Nummers
1. "Ballad for the Unborn" — 5:32
2. "Seven Days of Falling" — 6:26
3. "Mingle in the Mincing-Machine" — 6:52
4. "Evening in Atlantis" — 0:50
5. "Did They Ever Tell Cousteau?" — 6:05
6. "Believe Beleft Below" — 4:51
7. "Elevation of Love" — 6:43
8. "In My Garage" — 4:18
9. "Why She Couldn't Come" — 6:30
10. "O.D.R.I.P." — 14:25

## Uitvoerenden
- Esbjörn Svensson Trio
  - Dan Berglund – contrabas
  - Magnus Öström – drums
  - Esbjörn Svensson – piano